# Potencijalno opasni objekt
Potencijalno opasni objekt (POO) (engl. Potentially Hazardous Object, PHO) je asteroid ili komet koji zbog svoje orbite i veličine predstavlja rizik sudara sa Zemljom. Većina POO-a su potencijano opasni asteroidi (eng. potentially hazardous asteroid, PHA). Asteroid se smatra potencijalno opasnim, ako najkraća udaljenost njegove i Zemljine orbite manja od 0,05 astronomskih jedinica (oko 7,5 milijuna km) i promjer veći od 150 m. tako da je veličina dovoljno velika da uzrokuje značajne štete (regionalna razaranja) u slučaju sudara. 
Takav sudar događa u prosjeku oko jednom na 10.000 godina. 
U studenom 2006. NASA je zabilježila 825 potencijalno opasnih asteroida. Očekuje se da u sunčevom sustavu se nalazi ukupno između 1000 i 1100. Potraga za njima se se nastavlja a svakim otkrivenim asteroidu se istražuje detaljno kako bi se utvrdila orbita, veličina, sastav i rotacija. U ta pretraživanja su uključeni profesionalni i amaterski astronomi.
Evidentiran broj potencijalno opasnih asteroida nije stalan. Zbog gravitacijske sile drugih planeta i njihovih mjeseca putanje asteroida su teško predvidljive. 
Neki potencijalno opasni asteroidi mogu biti za Zemlju neopasni, ali i obrnuto - novi potencijalno opasni asteroidi prijete zemlji.